# Höttur Egilsstaðir
L' Íþróttafélagið Höttur est un club islandais omnisports possédant une section football appelée Knattspyrnudeild Höttur Egilsstaðir.
Il est basé à Egilsstaðir dans l'est de l'Islande.

## Palmarès
- Championnat d'Islande D4
  - Champion : 1993, 2006, 2014